# Myrsine knudsenii
Myrsine knudsenii är en viveväxtart som först beskrevs av Joseph Rock, och fick sitt nu gällande namn av Edward Yataro Hosaka. Myrsine knudsenii ingår i släktet Myrsine och familjen viveväxter. IUCN kategoriserar arten globalt som starkt hotad. Inga underarter finns listade i Catalogue of Life.